# جایزه فرانسوا شاله
جایزه فرانسوا شاله (به فرانسوی: Prix François Chalais) از سال ۱۹۹۷ در بخش جنبی جشنواره فیلم کن اهدا می‌شود. این جایزه برای ادای احترام به روزنامه‌نگار و مورخ سینما فرانسوا شاله تحت نظارت همسرش می چن پایه‌گذاری شده‌است. این جایزه متعلق به فیلم‌هایی دربارهٔ مفهوم و جایگاه ارزش‌های زندگی است و بر طبق نظر روزنامه‌نگاران انتخاب می‌شود. این جایزه حضور روزنامه‌نگاران را در جشنواره کن پررنگ‌تر می‌کند.

## برندگان جایزه در جشنواره کن
- ۲۰۱۸: یوم‌الدین
- ۲۰۱۷: ۱۲۰ تپش در دقیقه
- ۲۰۱۶: The Student
- ۲۰۱۵: پسر شائول
- ۲۰۱۴: تیمبوکتو
- ۲۰۱۳: گرند سنترال
- ۲۰۱۲: Horses of God
- ۲۰۱۱: حالا کجا برویم؟
- ۲۰۱۰: Life, Above All
- ۲۰۰۹: کسی از گربه‌های ایرانی خبر نداره
- ۲۰۰۸: Wild Blood
- ۲۰۰۷: قلب قدرتمند (فیلم)
- ۲۰۰۶: روزهای افتخار
- ۲۰۰۵: پس از تولد دیگر نمی‌توانی پنهان شوی
- ۲۰۰۴: خاطرات موتورسیلکت
- ۲۰۰۳: S-21: The Khmer Rouge Killing Machine
- ۲۰۰۲: آوازهای سرزمین مادری‌ام
- ۲۰۰۱: Made in the USA
- ۲۰۰۰: Kippur
- ۱۹۹۹: دیگری
- ۱۹۹۸: بیروت غربی
- ۱۹۹۷: The Perfect Circle